# Helle Stangerup
Eva Helle Stangerup född 30 oktober 1939 i Frederiksberg, död 29 mars 2015, var en dansk författare.
Stangerup var 1969-79 gift med länsgreven Adam Wilhelm Knuth til Knuthenborg, med vilken hon hade två söner; Adam Christoffer Knuth, länsgreve och ägare av Knuthenborg samt
Johan Henrik Marcus, greve Knuth – dansk politiker.
Helle Stangerup var dotter till professor Hakon Stangerup och skådespelaren Betty Søderberg och syster till Henrik Stangerup. Hennes morfar var författaren Hjalmar Söderberg.

## Priser och utmärkelser
- Boghandlernes gyldne Laurbær 1986 för Christine